# Nichabau
Nichabau est un hameau canadien du canton de Chichester, dans le Pontiac, au Québec.